# Lac des miroirs
 (janvier 2016).
Si vous disposez d'ouvrages ou d'articles de référence ou si vous connaissez des sites web de qualité traitant du thème abordé ici, merci de compléter l'article en donnant les références utiles à sa vérifiabilité et en les liant à la section « Notes et références ».
Le lac des miroirs, parfois appelé lac du château d'Hardelot, est une étendue d'eau située à Condette (Pas-de-Calais).

## Localisation
Le lac est situé entre le village de Condette et la station d'Hardelot-Plage, à proximité du château d'Hardelot et de la forêt d'Écault, à 9 km au sud de la ville de Boulogne-sur-Mer.

## Le lac avant 2005

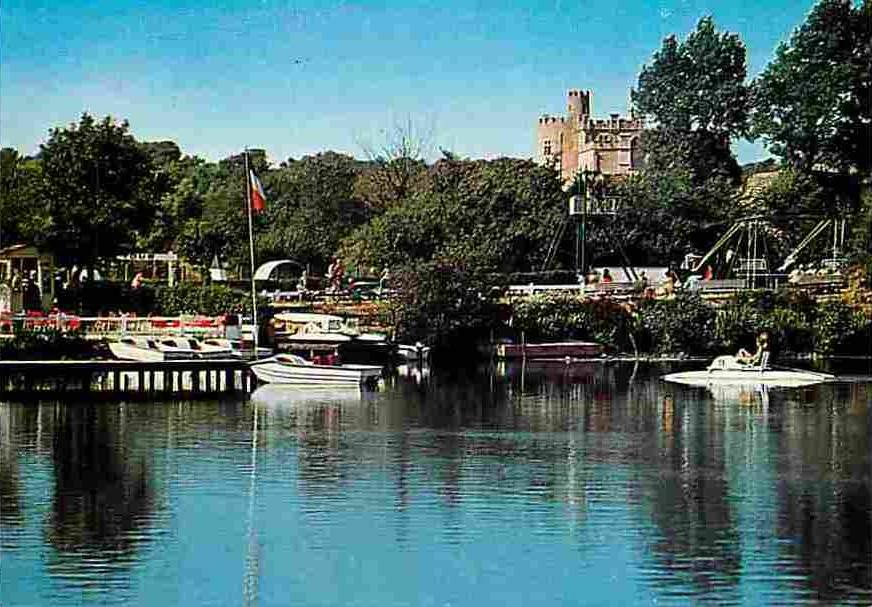
Le lac des miroirs dans les années 1990.

Jusqu'aux années 2000, le lac était un lieu destiné aux loisirs, avec la possibilité de faire du pédalo et de pêcher dans le lac. Autour de celui-ci se trouvaient une crêperie, une buvette, une salle de jeux d'arcade, quelques manèges et un petit train.
L'avenue Charlemagne longeait le lac et permettait alors une liaison automobile directe entre l'ouest de Condette et la station d'Hardelot. 

## Le lac depuis 2008
Le lac subit un profond réaménagement entre 2005 et 2008 pour lui redonner son aspect naturel du début du XIXe siècle. Il est aujourd'hui le cœur de la réserve naturelle régionale du marais de Condette, zone classée en 2009. Les 35 ha qui la composent sont ainsi aménagés pour la promenade, et des dispositions ont été mises en place et protéger et mettre en valeur la faune et la flore très variées qu'elle abrite.
Dans le même temps, l'avenue Charlemagne est devenue le « chemin du lac » et a été fermée à la circulation automobile, d'abord dans un sens de circulation (arrêté pris en 2007) puis dans les deux (en 2013), les voitures devant dorénavant faire un détour par le centre de Condette et la forêt d'Hardelot. 
Aujourd'hui, le lieu relève d'un important intérêt touristique et pédagogique. Le tour du lac et le château font partie de plusieurs circuits de promenade, dans le prolongement de la forêt et des dunes d'Écault. 

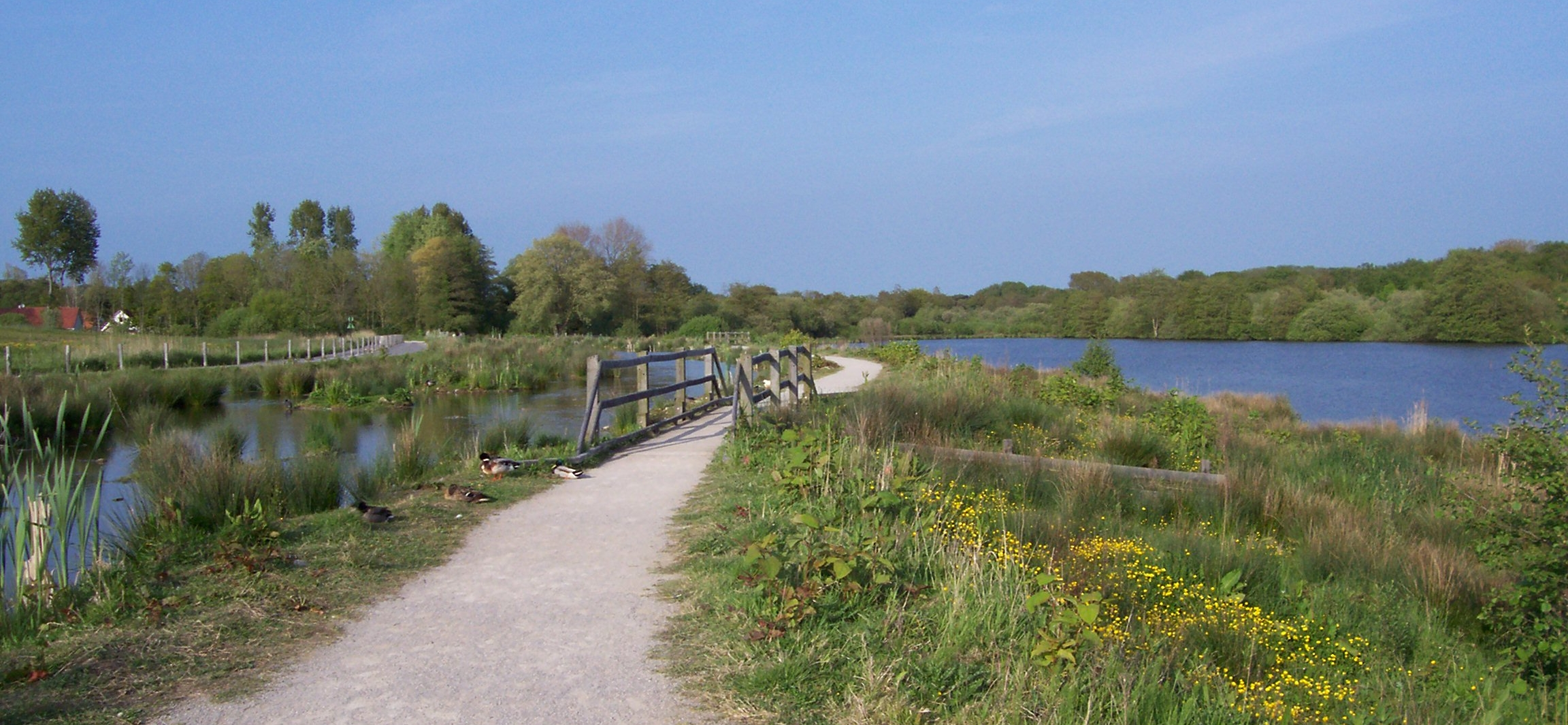
Le lac des miroirs et la réserve naturelle en 2009.